# Chano Pozo
Luciano Pozo González, más conocido como Chano Pozo (La Habana, 7 de enero de 1915-Nueva York, 3 de diciembre de 1948), fue un percusionista cubano, medio hermano del trompetista Félix Chappottín.

## Inicios
Limpió zapatos y vendió periódicos, tocó música en muchos lugares y hasta bailó en la conocida comparsa habanera de «Los Dandy».[cita requerida]
Pertenecía a la Sociedad Secreta Abakuá, lo que explica el dominio perfecto que tuvo de los tambores propios del rito. Tenía costumbre de tocar ritmos sagrados en sus congas, así como de cantar temas abakuás y yorubas.[cita requerida]
Trabajó en las transmisiones públicas de la emisora de radio Cadena Azul, junto a figuras de la talla de Charlie Parker y Dizzy Gillespie, siendo con Dizzy cuando popularizó el conocido tema de «Manteca».[cita requerida]

## Su marcha a Estados Unidos
En 1942 marcha a Nueva York, Estados Unidos, integrándose ese mismo año en la Orquesta de Machito, abandonando esta orquesta para unirse en Chicago al conjunto de los «Jack Cole Dancers». Su tema más famoso, «Manteca», se dio a conocer en el mundo del jazz en 1947, durante la presentación de una bigband a nombre de Pozo y Gillespie, aunque no se grabó hasta 1948. En aquel concierto intervinieron el pianista John Lewis y el batería Kenny Clarke. En «Caliente», otra de las grandes composiciones de Chano Pozo, el estilo de Chano llevó gradualmente a Gillespie a correr cada vez más riesgos musicales, lo cual desembocó en una fusión perfecta: la de un genio de la armonía del Jazz con un genio de los ritmos afrocubanos.[cita requerida]
En el mismo año de su llegada a Nueva York, Chano Pozo abrió un club latino en el Palladium que se llamó como una canción suya, «Blen Blem», tema que ha sido usado en varios textos literarios y musicales de Guillermo Cabrera Infante. Fue la opinión y la influencia de Mario Bauzá, la que inclinó a Dizzy Gillespie a contratar a Chano Pozo, ahondando con ello en su acercamiento al cubop.[cita requerida]

## Fallecimiento
El 3 de diciembre de 1948, Pozo murió en una pelea en un bar de Harlem. La discusión comenzó por una bolsa de marihuana falsa que le había vendido el asesino. El famoso músico cubano Benny Moré lamentó su muerte en la canción «Rumberos de ayer» diciendo: «Oh, oh, Chano, murió Chano Pozo / sin Chano yo no quiero bailar».[cita requerida]